# Albești-Muru, Prahova
Albești-Muru este un sat în comuna Albești-Paleologu din județul Prahova, Muntenia, România.
Așezarea este atestată documentar în 1633.